# Intel 8087
Intel 8087, matematikprocessor tillverkad av Intel, avsedd att användas tillsammans med Intel 8086 och Intel 8088. Processorn lanserades 1980. Den inledde Intels serie av x87-kretsar och efterträddes senare av Intel 80287.